# Rue de Boulainvilliers
Pour les articles homonymes, voir Boulainvilliers.
La rue de Boulainvilliers est une voie du 16e arrondissement de Paris.

## Situation et accès
Longue de 820 mètres, elle commence au 4, place Clément-Ader et finit au 1, chaussée de la Muette et au 101, rue de Passy. Elle est à sens unique, dans le sens nord-sud, de la chaussée de la Muette à la place du Docteur-Hayem.

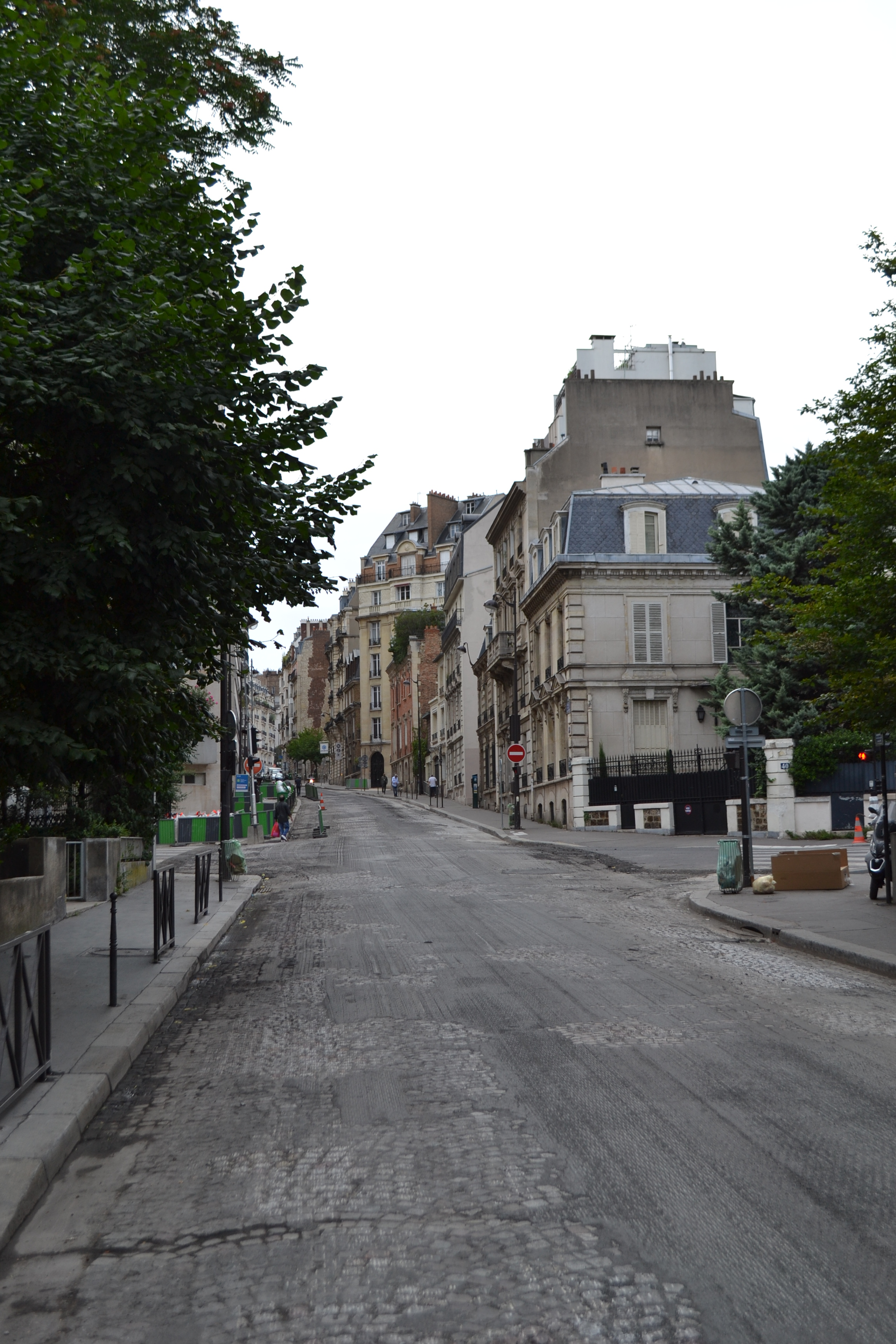
La rue de Boulainvilliers à l'été 2017 (réfection de la chaussée).
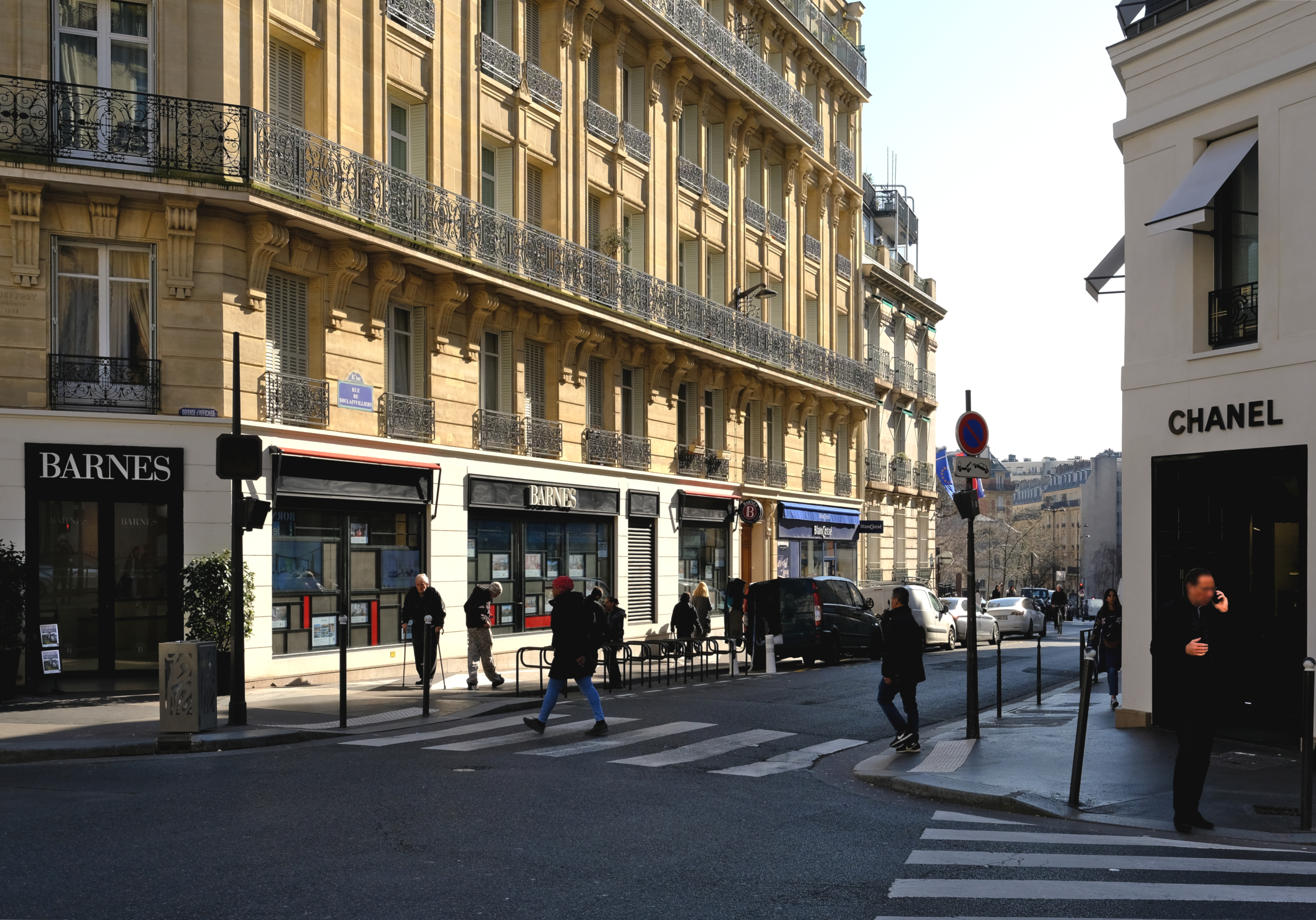
La rue vue de la chaussée de la Muette (hiver 2025).

La rue est desservie par la ligne 9 à la station La Muette et par la ligne C du RER, à la gare de Boulainvilliers.

## Origine du nom

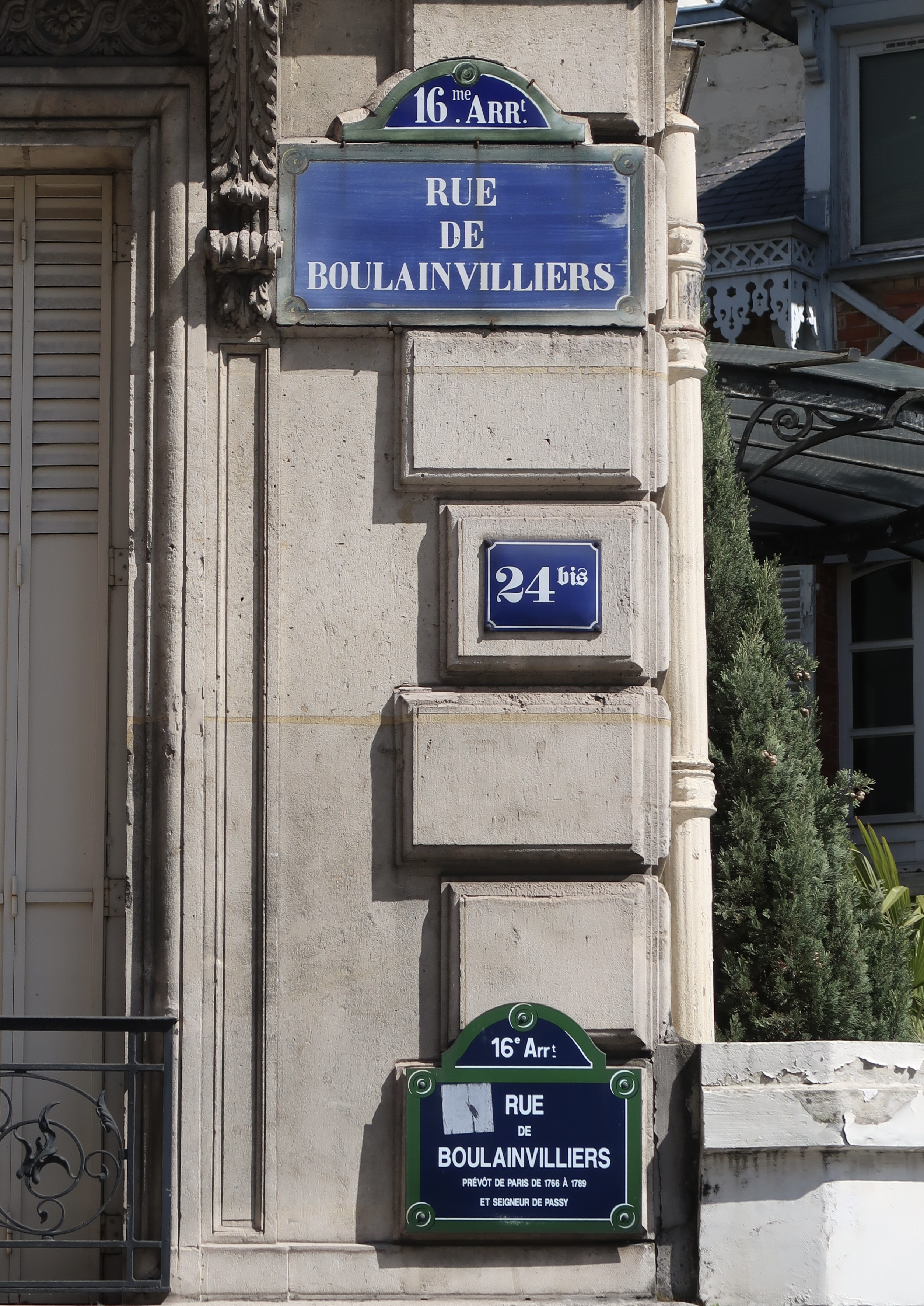
Plaques ancienne et nouvelle de la rue superposées.

Elle porte le nom d'Anne Gabriel Henri Bernard, marquis de Boulainvilliers (1724-1798), prévôt de Paris, dernier seigneur de Passy.

## Historique
La partie de la rue entre la Seine et le chemin des Tombereaux (actuelle rue de l'Assomption) figure sur le plan de Roussel de 1730. Ce tronçon au sud de l'actuelle maison de la Radio marque la limite entre les anciennes paroisses puis communes d'Auteuil et de Passy et, depuis leur annexion par la Ville de Paris en 1860, entre les quartiers administratifs de La Muette et d'Auteuil.
Dans le prolongement de ce très ancien chemin, la partie entre l'actuelle place du Docteur-Hayem et la rue Bois-Le-Vent est tracée dans le domaine de Boulainvilliers vendu en 1825 par son dernier propriétaire M. Cabal, notaire à la société Roëhn, qui démolit le château et lotit les terrains du parc pour créer le nouveau quartier de Boulainvilliers.
En 1837, la rue de Boulainvilliers est classée parmi les chemins vicinaux de grande communication faisant partie d'une liaison entre la route royale no 20 à Montrouge (actuelle avenue du Général-Leclerc) et la route royale no 13, près de la porte Maillot (actuelle avenue de la Grande-Armée) passant, à l'est par les récents pont et quartier de Grenelle et voies tracées à Vaugirard (rue du Transit, chemin des bœufs), au nord par la rue de la Pompe. Pour assurer la continuité de ce parcours, une nouvelle rue est ouverte entre la rue Bois-Le-Vent et la rue de la Pompe dans le prolongement de la rue de Boulainvilliers. Cette rue, d'abord nommée rue des Terres-Fortes, est rattachée en 1839 à la rue de Boulainvilliers prolongée,
La loi du 16 juin 1859 supprime les communes d'Auteuil et de Passy et les annexe à Paris. La voie est officiellement rattachée à la voirie parisienne en 1863.

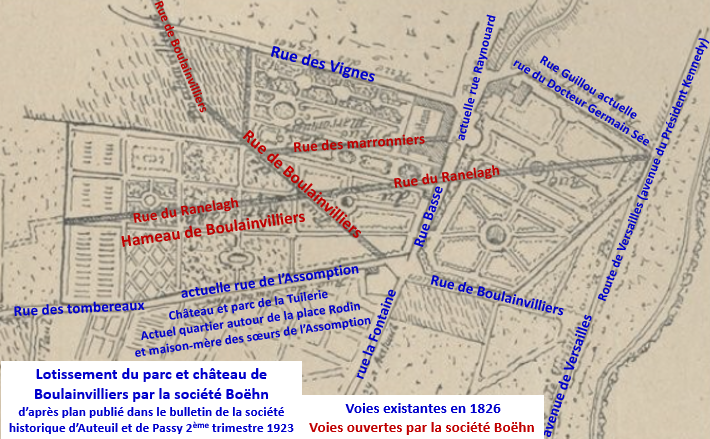
Lotissement du parc de Boulainvilliers.
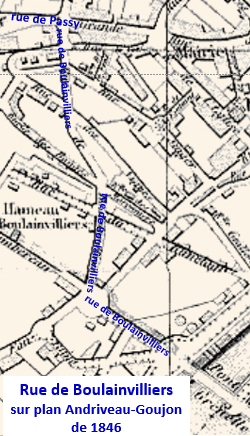
Rue de Boulainvilliers en 1846.

## Bâtiments remarquables et lieux de mémoire

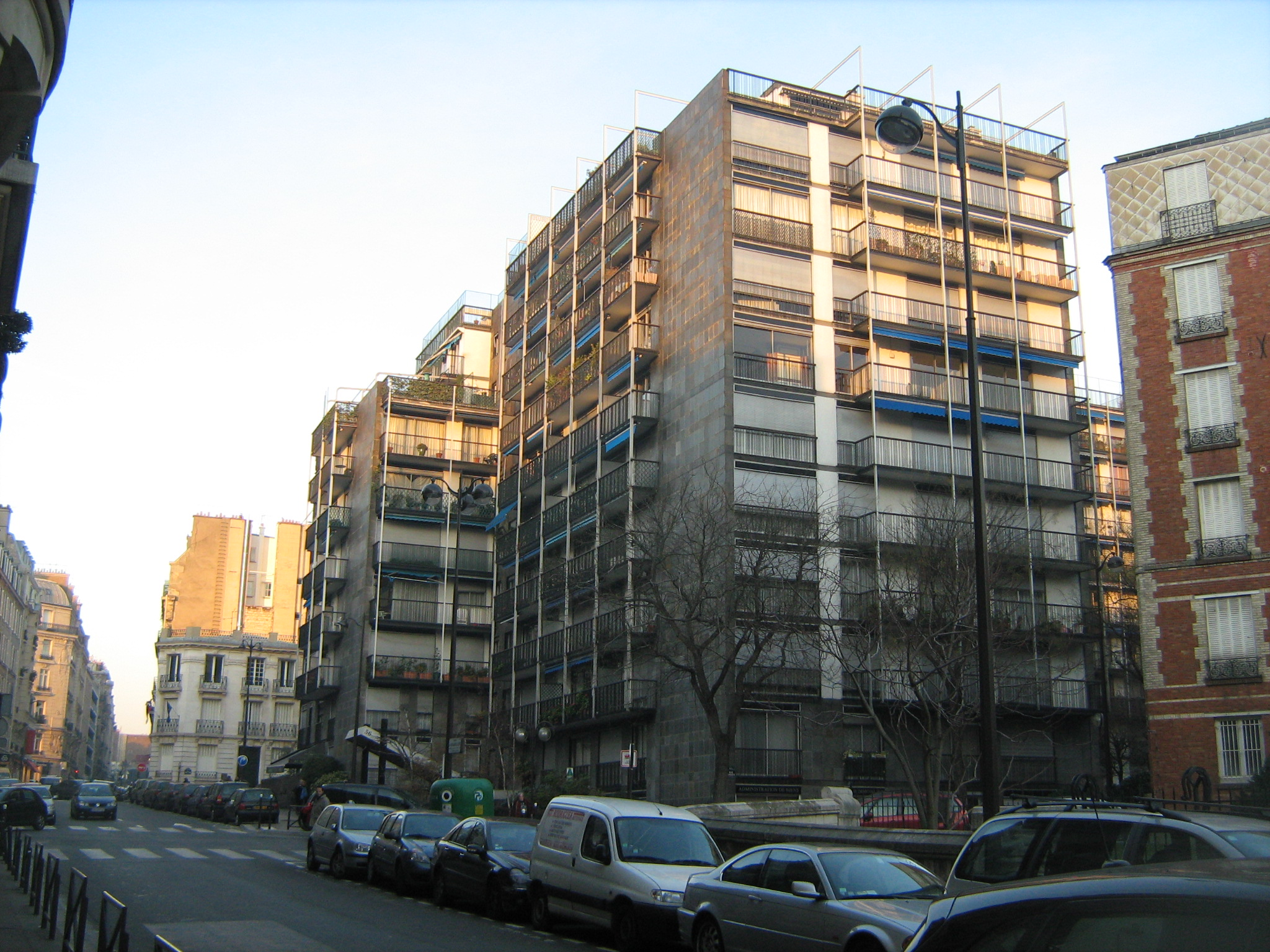
Le no 56, où vécut René Goscinny.

- À l'est, sur le pourtour nord de la voie, là où se trouve de nos jours la Maison de la Radio, était installée au début du XXe siècle une usine à gaz que le poète Guillaume Apollinaire évoque dans Le Flâneur des deux rives (1918), « avec ses gazomètres, ses différentes constructions, ses montagnes de charbon, ses crassiers, ses petits jardins potagers, un terrain qui s’étend jusqu’à la rue du Ranelagh, à l’endroit où elle est une des plus désertes de l’univers »[6].
- No 17 : le poète Fernand Mazade y vécut de 1896 à 1939. Une plaque commémorative lui rend hommage.
- No 29 : hameau de Boulainvilliers, voie privée à l'angle avec la rue du Ranelagh. La joueuse de tennis Suzanne Lenglen y est née en 1899[7]. Pierre Louys y a habité[8]. Fernand Gregh y a aussi vécu.
- No 32 : la célèbre proxénète Madame Claude (1923-2015) installe une maison close à cette adresse dans les années 1960, appelée Résidence de la Muette[9].
- No 38 (angle rue des Marronniers) : hôtel particulier de style néogothique construit en 1909. Transformé en maison d'hôtes[10].
- No 40 : délégation de la République tchèque auprès de l'OCDE.
- No 44 : Roland Topor y a vécu et est décédé à l'hôpital peu après une hémorragie cérébrale à cette adresse en 1997.
- No 51 bis : ambassade d'Andorre en France.
- No 55 : le musicien espagnol Isaac Albéniz y vécut entre 1906 et 1909. Une plaque lui rend hommage.
- No 56 : le scénariste de bande dessinée René Goscinny y vécut de 1967 à sa mort en 1977[11]. En 2020, une statue à son effigie est inaugurée dans le jardin de la gare de Boulainvilliers, à proximité. Ce fut aussi un des lieux de tournage de La Belle personne (2008).

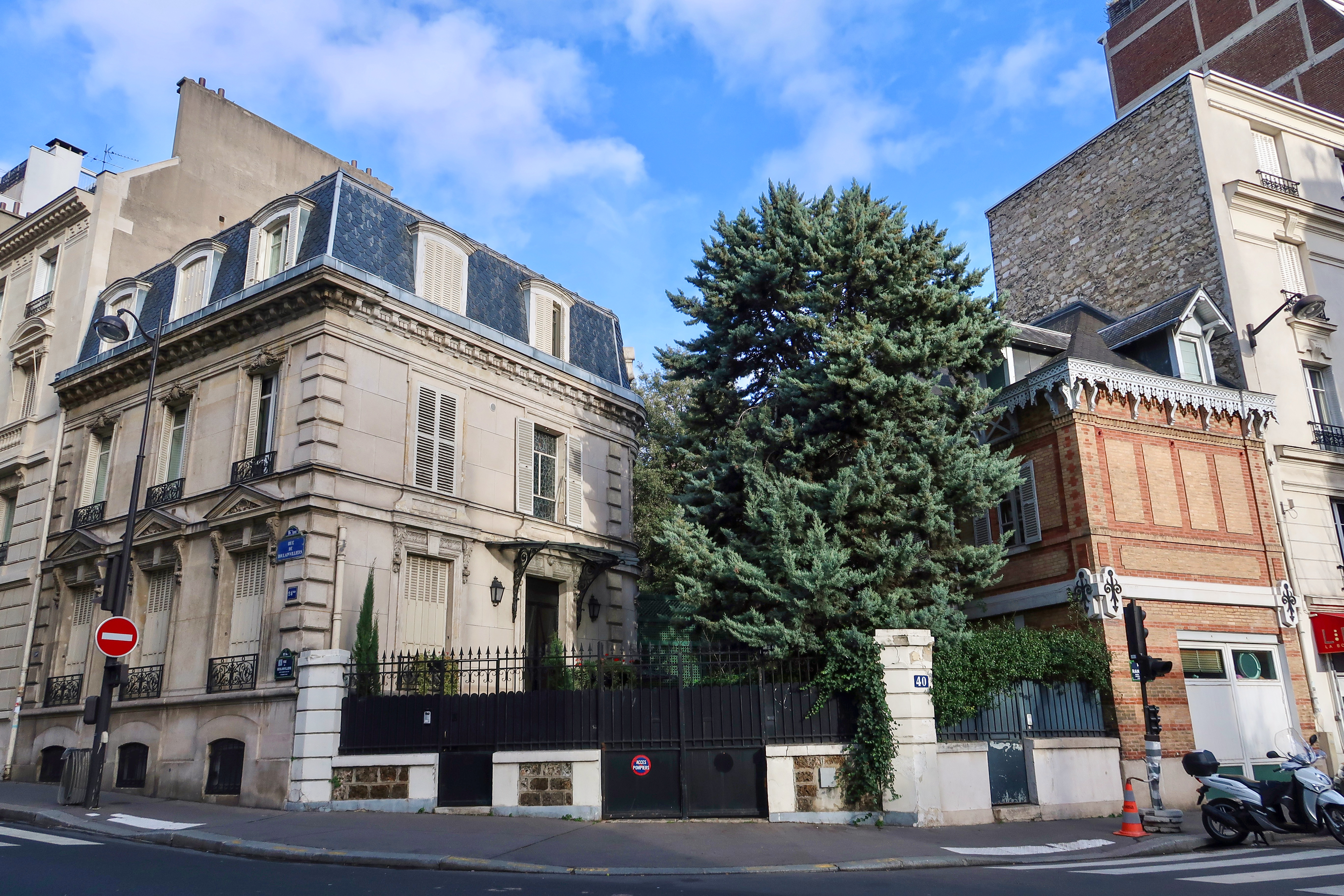
Maisons au croisement avec la rue du Ranelagh.
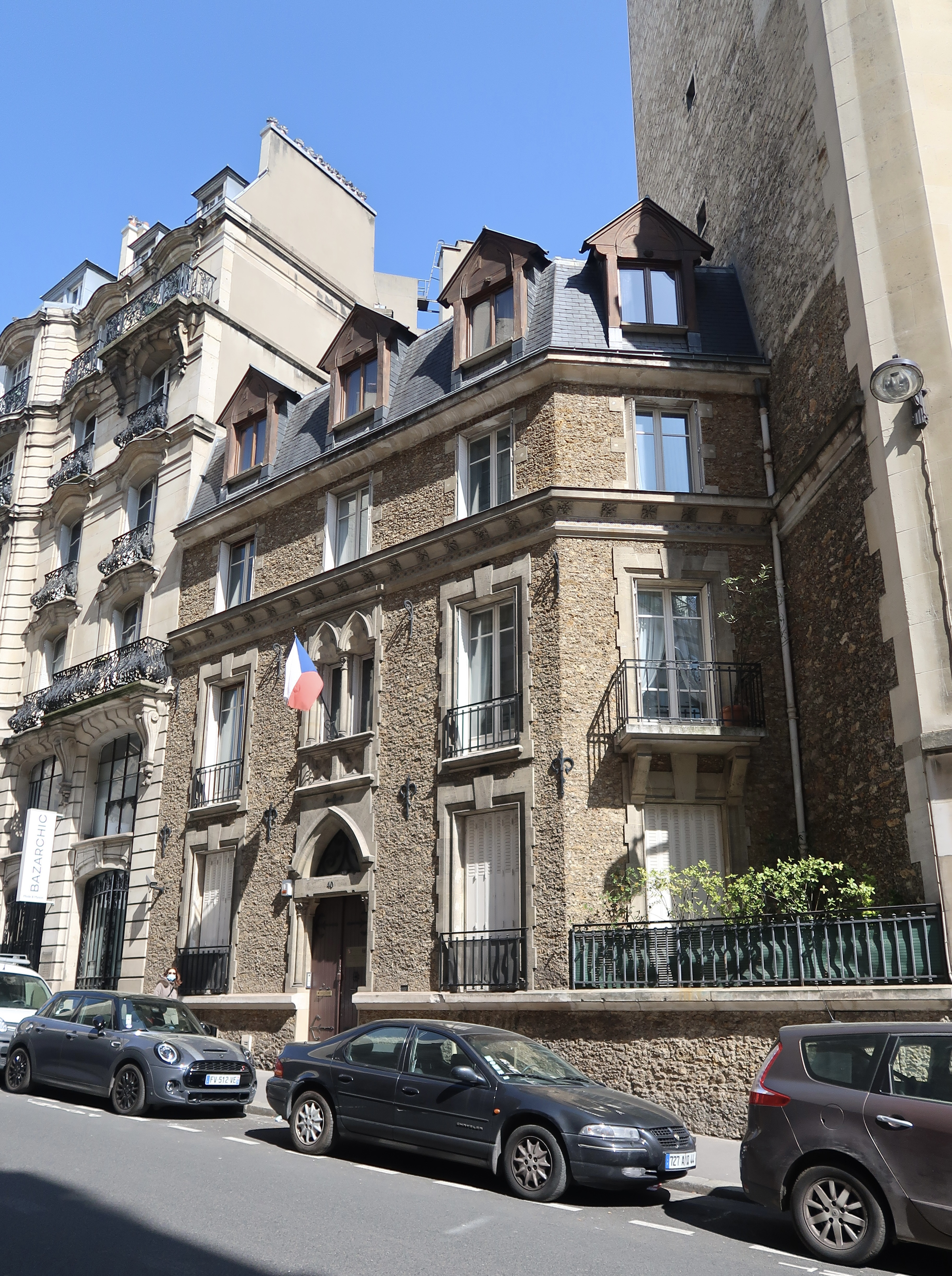
No 40.
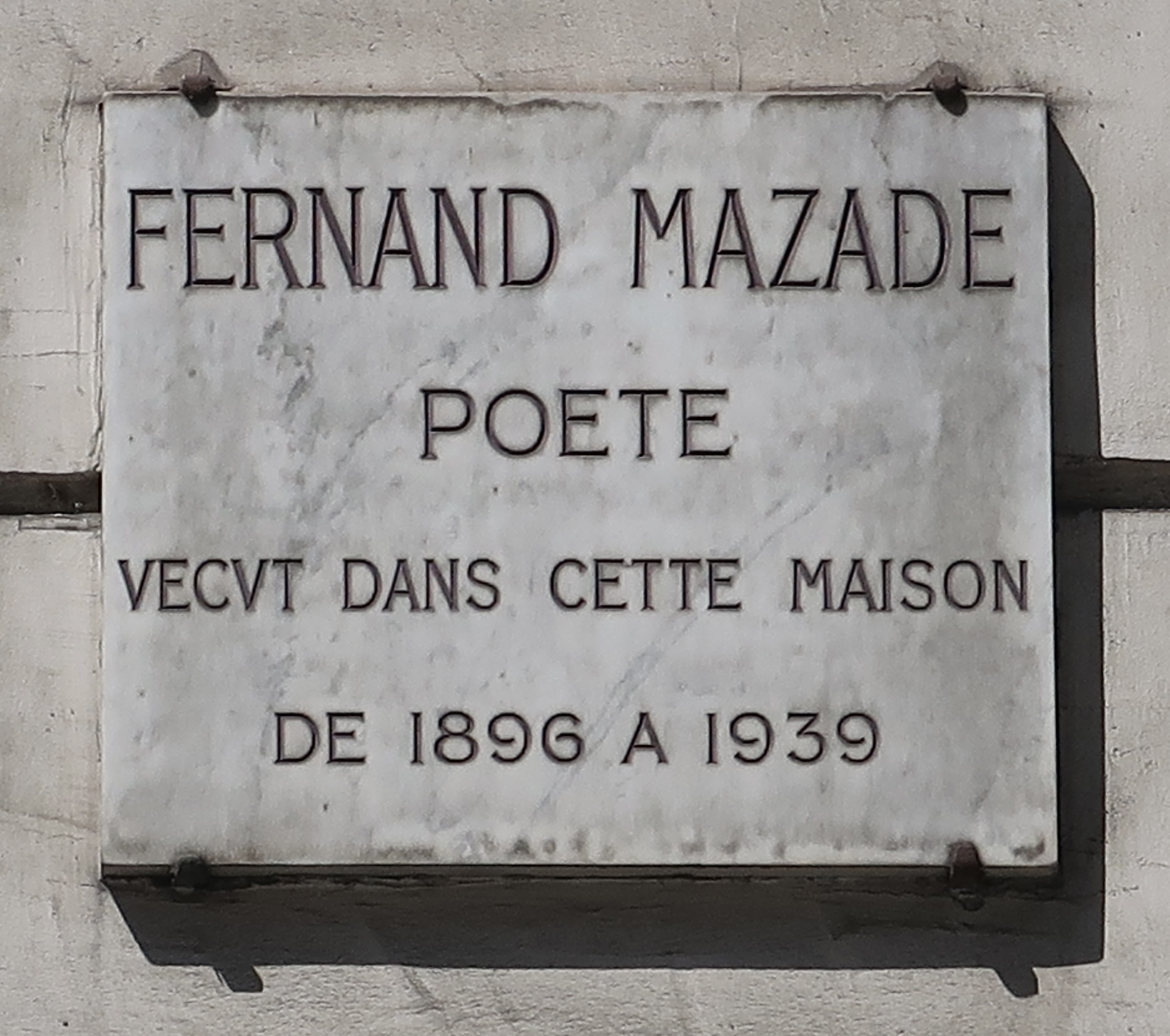
Plaque en hommage à Fernand Mazade.
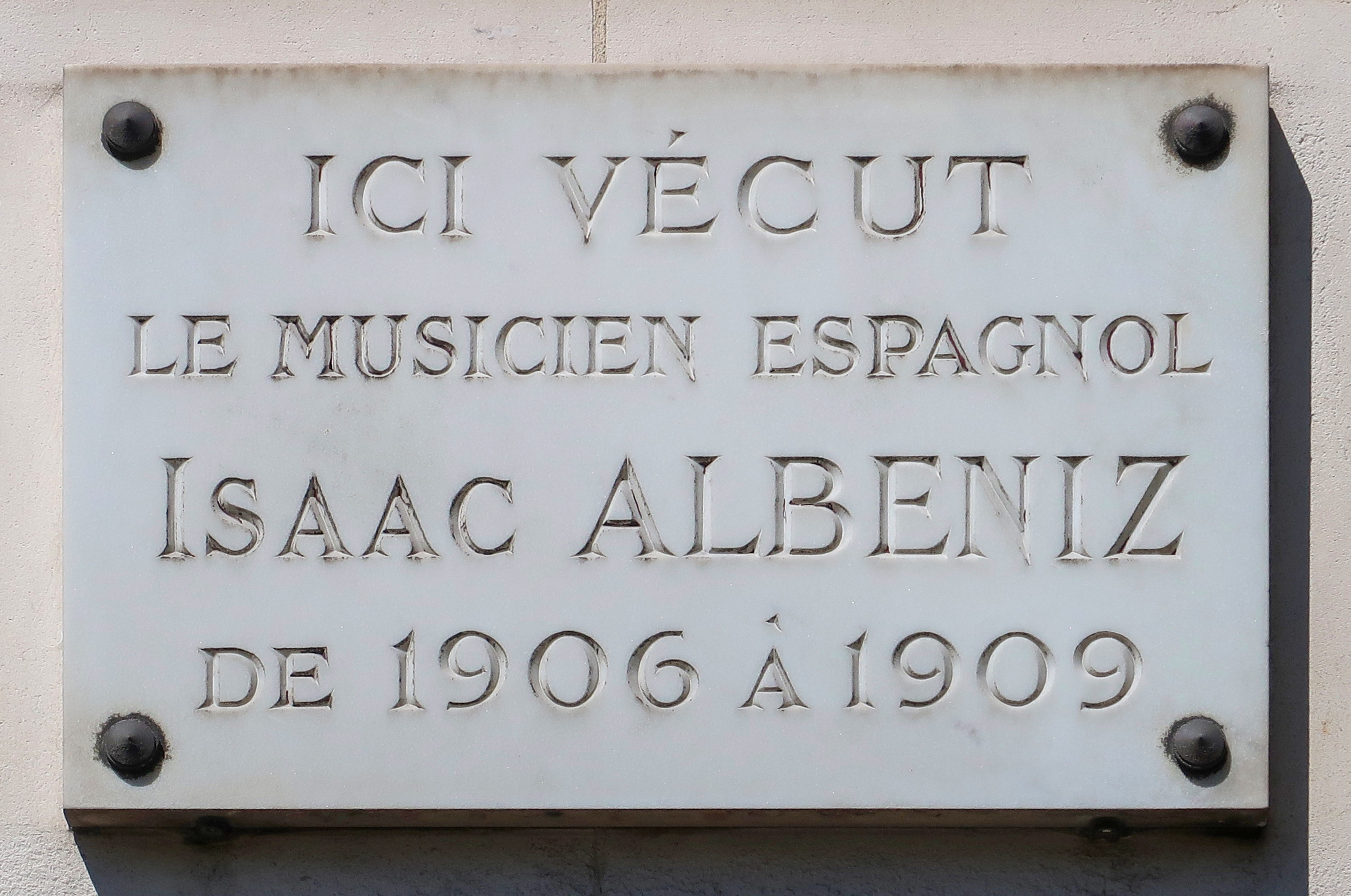
Plaque en hommage à Isaac Albéniz.